# Love Sick
Love Sick är en låt skriven av Bob Dylan, släppt 1997 på albumet Time Out of Mind och som singel. Den har blivit omgjord många gånger av diverse artister, mest kända av The White Stripes.
Låten har blivit jämförd med Dylans låt från 60-talet, Visions of Johanna, fast Love Sick är för en gammal man. Låtarnas lyrik är i grunden den samma - han är sorgsen för att han inte är nära den kvinnan han älskar. Men Love Sick har en mycket mer mörkare ton i sig, och Dylan sjunger ut orden i olycka. Låten inleder Time Out of Mind och har därför också blivit kommenterad som det konsitgaste sätt att starta ett album - det passar bättre som ett slut. Speciellt när den sista raden lyder:
"Just don't know what to do/ I'd give anything to be with you"'.
Den har blivit väl mottagen av både kritiker och publik och ses ofta som en av Dylans främsta låtar.
I Grammygalan 1998 spelade Bob Dylan och hans band Love Sick. Mitt i låten kommer en man upp på scenen, halvnaken och med orden "Soy Bomb" målade på magen, ställer sig bredvid Dylan och börjar dansa. Dylan reagerar, men flinar lite åt incidenten när säkerhetsvakterna burit ut mannen.
Love Sick var med i en Victoria's Secret reklam där Dylan själv dyker upp tillsammans med Adriana Lima.

## Album
- Time Out of Mind - 1997